# Corea (danza)
Corea (en griego antiguo: χορεία) es una danza en círculo (χορός σε κύκλο), acompañada por el canto (véase el coro griego, chorus), en la Antigua Grecia. Homero se refiere a este baile en su poema épico la Ilíada.
Existen también en ciertos países cognado del nombre utilizado para describir danzas circulares: Jorovod (Rusia, Ucrania), Karagod (Bielorrusia), Hora (Rumania, Moldavia), Horo (Bulgaria), Oro (Macedonia del Norte), Kolo (Serbia).
La palabra corea también se utiliza como un término médico para describir particular a los movimientos involuntarios como la danza, del cuerpo en enfermedades como la corea de Huntington.